# Elizabeth Loftusová
Elizabeth Loftusová (rodným jménem Elizabeth Fishmanová; * 16. října 1944, Los Angeles) je americká psycholožka židovského původu. Je 58. nejcitovanějším psychologem 20. století (a nejcitovanější psycholožkou). Zabývá se především fenoménem falešných vzpomínek a manipulace s pamětí. Je silným kritikem terapií, které se snaží na klientech vynutit různé „zapomenuté“ vzpomínky, někdy i za pomoci drog (zejména amobarbitalu), přičemž výsledkem bývá „rozpomenutí se“ na údajné sexuální zneužití v dětství nebo na únos mimozemšťany. Své závěry shrnula například v knize The Myth of Repressed Memory: False Memories & Allegations of Sexual Abuse. Angažovala se v této souvislosti i v hnutí skeptiků (konkrétně byla členem Committee for Skeptical Inquiry) a přispívala do časopisu Skeptiker. Jejím dalším významným tématem byly dezinformace a spolehlivost výpovědi svědků trestných činů. Byla soudní expertkou nebo konzultantkou v mnoha případech, z nichž některé byly velmi známé (kauzy Ghislaine Maxwellové, Harvey Weinsteina, Teda Bundyho, O. J. Simpsona, Michaela Jacksona, Billa Cosbyho, Lyle a Erika Menéndezových nebo bombových atentátníků v Oklahoma City).

## Život
Když jí bylo čtrnáct let, její matka se utopila. V roce 1966 získala bakalářský titul z matematiky a psychologie na Kalifornské univerzitě v Los Angeles, magisterský a doktorský titul z matematické psychologie získala na Stanfordově univerzitě v letech 1967 a 1970. Od roku 1970 do roku 1973 byla zaměstnána jako kognitivní psycholog na New School for Social Research v New Yorku. Poté až do roku 2001 pracovala na Washingtonské univerzitě. V roce 2001 byla zklamána neochotou Washingtonské univerzity stát při ní během kontroverze týkající se případu Jane Doeové (po jeho prostudování došla k závěru, že psychoterapeut vsugeroval šestileté dívce falešnou vzpomínku, že byla sexuálně zneužita otcem) a z univerzity na protest odešla. Přešla na Kalifornskou univerzitu v Irvine, kde byla profesorkou na katedře kriminologie, práva a společnosti a na katedře psychologických věd. V roce 2003 byla zvolena členem Americké akademie umění a věd.